# Адлер, Лютер
Лютер Адлер (англ. Luther Adler; 4 мая 1903 года — 8 декабря 1984 года) — американский актёр театра, кино и телевидения, карьера которого охватила период 1900-80-х годов.
Выходец из актёрской семьи, Адлер начал театральную карьеру в 5-летнем возрасте, а в 1921 году дебютировал на Бродвее, выступая там до 1972 года. С 1937 по 1981 год Адлер снимался в Голливуде, а с 1951 по 1974 год работал на телевидении.
Среди наиболее значимых кинокартин с участием Адлера — фильмы нуар «Загнанный в угол» (1945), «Дом незнакомцев» (1949), «Мёртв по прибытии» (1950) и «Распрощайся с завтрашним днём» (1950), военная драма «Лис пустыни» (1951), драмы «Последний разгневанный человек» (1959) и «Человек в стеклянной будке» (1975), а также триллер «Без злого умысла» (1981).

## Ранние годы жизни и начало карьеры
Лютер Адлер родился 4 мая 1903 года в Нью-Йорке, он был одним из семи детей в семье известного актёра и одного из основателей театра на идиш в Америке Джейкоба Адлера и его жены, актрисы Сары Адлер. Старшая сестра Лютера Стелла Адлер стала известной актрисой, одним из членов-основателей влиятельного театра Group и преподавателем драматического мастерства, а брат Джэй также стал известным актёром театра и кино .
В 1908 году отец привёл 5-летнего Лютера в театр Thalia на Манхэттене, где тот стал играть роль в спектакле на идиш «Придурок». Пройдя обучение в Нью-Йорке и Чикаго, Адлер шлифовал своё актёрское мастерство, играя в многочисленных пьесах в театре своего отца The Yiddish Theatre Company, и ещё в подростковом возрасте ездил с театром на гастроли в Лондон, Вену и Южную Африку.

## Бродвейская карьера в 1920-40-е годы
За свою бродвейскую карьеру, охватившую период с 1921 по 1965 год, Адлер сыграл в 35 спектаклях.
Он дебютировал на Бродвее в 1921 году в спектакле «Рука гончара» по пьесе Теодора Драйзера (21 представление), за которой последовали преимущественно главные роли в комедии «Юмореска» (1923, 32 представления), пьесе «Обезьяньи разговоры» (1925-26, 98 представлений), комедии «Денежный бизнес» (1926, 14 представлений), драмах «Мы американцы» (1926-27, 118 представлений), «Джон» (1927, 11 представлений) и «Ржавчина» (1929-30, 65 представлений) по пьесе Владимира Киршона, действие которой происходит в 1927 году в Москве.
Репутация Адлера в театральном мире ещё более выросла после того, как в 1932 году он стал членом прославленного театра Group, где стал играть главные роли. Среди его спектаклей — постановка пьесы Максвелла Андерсона «Ночь над Таосом» (1932, 13 представлений), «История успеха» (1932-33, 121 представление), драмы Сидни Кингсли «Мужчины в белом» (1933-34, 351 представление), пьесы «Парень Золотого орла» (1934-35, 65 представлений), а также пьесы Клиффорда Одетса «Проснись и пой» (1935, 184 представления) и «В ожидании Лефти» (1935, 24 представления). Он также сыграл в спектаклях «Потерянный рай» (1935-36, 73 представления) и «Дело Клайда Гриффитса» (1936, 19 представлений) по роману Теодора Драйзера «Американская трагедия». Во многих из этих постановок он играл вместе с сестрой Стеллой.
В 1936 году в спектакле на идиш «Миллионы» по немецкой пьесе сыграли сразу девять членов семьи Адлеров.
Продолжая работать в театре Group, Адлер сыграл в музыкальной комедии «Джонни Джонсон» (1936-37, 68 представлений), драмах по пьесам Одетса «Золотой мальчик» (1937-38, 250 представлений) и «Ракета на Луну» (1938-39, 131 представление), в драме «Громовая скала» (1939, 23 представления), а также в возрождённой постановке драмы «Проснись и пой» (1939, 45 представлений). Как отметила историк кино Карен Хэнсберри, «наиболее известной театральной работой Адлера, вызвавшей восторженные отзывы критики», стала главная роль Джо Бонапарте в драме «Золотой мальчик» (1937-38) о скрипаче, ставшем профессиональным боксёром, который должен сделать выбор между музыкой и рингом. Как написал театральный критик Брукс Аткинсон, Адлер играл «роль неудержимого боксёра со скоростью и энергией бегуна в открытом поле».
В начале 1940-х годов Адлер поставил как режиссёр комедию «Они были должны стоять в кровати» (1942), которая выдержала только 11 представлений, а также сыграл в театре Guild в спектакле «Русские люди» (1942-43, 39 представлений) по роману Константина Симонова. В 1943 году Лютер гастролировал по стране со своей тогдашней женой Сильвией Сидни со спектаклем «Джейн Эйр».
В Нью-Йорке Адлер продолжил играть в бродвейских спектаклях «Общая почва» Эдварда Чодорова (1945, 69 представлений), «Нищие приходят в город» (1945, 25 представлений), «Дочь Даннигана» в театре Guild (1945-46, 38 представлений) и «Флаг рождён» (1946, 120 представлений), в последней постановке он был также режиссёром.

## Карьера в Голливуде 1940-50-е годы
В конце 1930-х годов Адлер привлёк внимание скаутов студии Twentieth Century Fox, и получив роль в романтическом триллере «Шпион с моноклем» (1937) с Долорес дель Рио и Джорджем Сэндерсом, однако лишь после окончания Второй мировой войны стал регулярно появляться в кино.
Адлер вернулся на большой экран с фильмом нуар «Загнанный в угол» (1945). Этот напряжённый триллер рассказывал о розыске канадским военным лётчиком (Дик Пауэлл) военного преступника, убившего его жену. Адлер в этой картине сыграл небольшую, но ключевую роль объекта поисков лётчика, бывшего чиновника вишистского правительства Марселя Жарнака, который скрылся в Аргентине. Несмотря на сравнительно небольшую роль, Адлер заслужил похвалу критиков, в частности, Джим Хенеган написал в Los Angeles Examiner, что актёр «завораживает зрителя своим блестящим прочтением своей значимой роли», а кинокритик Босли Краузер в «Нью-Йорк Таймс» назвал игру Адлера наряду с игрой ряда других актёров «хорошо исполненной». Адлер вспоминал: «Мне понравился этот фильм, хотя по голливудским понятиям у меня была небольшая роль. Обо мне в основном говорили другие персонажи. На самом деле я появился на экране всего на несколько минут» .
Прошло ещё четыре года, прежде чем Адлер снова появился на экране, сыграв в приключенческом нуаровом триллере «Сайгон» (1948) с участием Алана Лэдда и Вероники Лейк, действие которого происходит в Юго-Восточной Азии. Адлер сыграл в этом фильме роль лейтенанта полиции, который следит за главными героями, подозревая их в контрабанде. После выхода фильма Адлер следующим образом объяснил своё длительное отсутствие на экране: «Единственная причина, почему у меня был столь длительный промежуток между фильмами, заключается в том, что у меня было много работы в Нью-Йорке. Актёр направляется туда, где должен работать. Так случилось, что я подписался на будущее театральное шоу в тот момент, когда закончил свою первую картину. Потому я не задержался в Голливуде. И если честно, никто меня об этом не просил. Вот так всё просто».
Вскоре последовала романтическая мелодрама «Любовь Кармен» (1948) с Ритой Хейворт и Гленном Фордом, а также приключенческий экшн «Найти „Красную ведьму“» (1949) с Джоном Уэйном, действие которого происходит в Вест-Индии в 1860-е годы, где Адлер сыграл владельца пароходной компании и соперника главного героя.
Фильм нуар «Дом незнакомцев» (1949) рассказывал историю взаимоотношений итало-американского полулегального банкира (Эдвард Г. Робинсон) с четырьмя своими сыновьями. В этой картине Адлер сыграл самого раздражительного и безжалостного сына, который пытается забрать дело отца под себя. По мнению Хэннсберри, «Адлер выделялся среди нескольких отлично сыгранных ролей в этом фильме», и многие критики отметили «умелую» и «сильную» игру актёра, в частности, Босли Краузер в «Нью-Йорк Таймс» написал, что «Адлер хорош» в роли одного из братьев.
В фильме нуар «Распрощайся с завтрашним днём» (1950) Адлер сыграл Кита «Чироки» Мэндона, преступного адвоката, который объединяется со сбежавшим заключённым Ральфом Коттером (Джеймс Кэгни), чтобы шантажировать пару продажных полицейских. Названный одним из персонажей «зловредным человеком», Мэндон не только руководит успешным планом шантажа, но и достаёт Коттеру разрешение на ношение оружие, а также уничтожает его криминальное досье. Однако после того, как Коттер вопреки совету Мэндона заводит роман и затем и женится на дочери влиятельного чиновника, он гибнет от рук своей бывшей подружки (Барбара Пэйтон), которая советует ему «попрощаться с завтрашним днём» перед тем, как застрелить его. Эдвин Шаллерт в Los Angeles Times высоко оценил игру Адлера, написав, что «он был на высоте» .

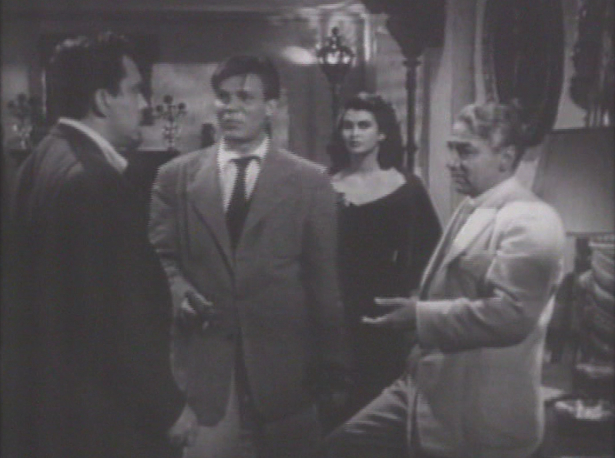
Эдмонд О’Брайен, Нэвилл Бранд, Лоретт Луез и Лютер Адлер в фильме «Мёртв по прибытии» (1950)

В фильме «Мёртв по прибытии» (1950) смертельно отравленный бухгалтер Фрэнк Бигелоу (Эдмонд О’Брайен) отчаянно ищет своих убийц и пытается выяснить причину своего убийства. Среди прочих личностей он выходит и на местного подпольного дельца Маджака (Адлер), который сыграл центральную роль в нелегальной торговле иридием, послужившим причиной отравления Фрэнка. Изысканный и вежливый Маджак доброжелательным тоном говорит Фрэнку, что будет вынужден убить его, так как тот узнал тайну его бизнеса. Однако Фрэнку удаётся сбежать, а позднее выследить и застрелить Маджака, рассказав всю историю полиции перед собственной смертью. Кинокритик Эрл Х. Донован в Los Angeles Examiner написал: «Главная угроза, Лютер Адлер, превосходен как всегда».
На следующий год Адлер сыграл в фильме нуар «М» (1951), римейке одноимённого классического фильма Фритца Ланга 1931 года. Фильм рассказывает об охоте полиции и криминального подполья на серийного убийцу маленьких девочек. В этом фильме Адлер сыграл Дэна Лэнгли, пьющего бывшего адвоката, который состоит советником при главаре преступного синдиката Маршалле (Мартин Гейбел). После поимки маньяка Маршалл доставляет его на суд криминального сообщества, где пьяный Лэнгли произносит неожиданно страстную речь, обвиняя Маршалла в том, что именно он создаёт почву для преступности и человеческих страданий, после чего Машалл убивает адвоката. Хотя большинство критиков обратило основное внимание на игру Дэвида Уэйна в роли детоубийцы, Филипп К. Шауэр из Los Angeles Times выделил также и Адлера, написав, что актёр «добился театрального триумфа в роли спившегося адвоката».
В военной мелодраме «Волшебное лицо» (1951), которую Вольфганг Сэксон в «Нью-Йорк Таймс» назвал «причудливой выдумкой», Адлер создал образ самозванца, который убивает Гитлера и занимает его место. Как отмечено на сайте AllMovie, «Адлер блистает в этом фильме, который без него был бы просто средненькой картиной». В том же году Адлер вновь предстал в образе нацистского вождя, «сыграв незабываемый эпизод в роли безумного Гитлера в кинобиографии немецкого фельдмаршала Эрвина Роммеля „Лис пустыни“ (1951)».
Как пишет Хэннсберри, до конца десятилетия Адлер сыграл в «посредственном вестерне» «Высокий техасец» (1953) с участием Ллойда Бриджеса и Ли Джэй Кобба, мелодраме «Девушка в розовом платье» (1955), которая рассказывала о получившем широкую огласку убийстве архитектора и плейбоя Стэнфорда Уайта в 1906 году, а также «первоклассной драме» «Последний рассерженный человек» (1959), которая обозначила возвращение на экраны Пола Муни после 13-летнего отсутствия. Завершая работу в нуаровом жанре, Адлер сыграл мафиозных боссов в фильмах «Бандитская империя» (1952) и «История в Майами» (1954), а также одного из группы тюремных беглецов, охотящихся за добычей, в ленте «Побег» (1955).

## Бродвейская карьера в 1950-60-е годы
Продолжив карьеру на Бродвее, Адлер сыграл роль комиссара Городченко в комедии «Товарищ» (1952, 15 представлений), Шейлока в комедии Шекспира «Венецианский купец» (1953, 16 представлений), Игнатия Ильича Шпигельского в пьесе Ивана Тургенева «Месяц в деревне» (1956). В эти годы он также поставил спектакли «Улица ангела» и «Вид с моста» .
В 1960-е годы Адлер продолжал активно работать на сцене и на телевидении. Он сыграл роль Ленина в спектакле Пэдди Чаевски «Страсть Джозефа Д» (1964), который выдержал 15 представлений (роль Сталина в этом спектакле исполнил Питер Фальк). В том же году Адлер сыграл роль Чебутыкина в пьесе Чехова «Три сестры» (1964, 119 представлений). В 1966 году Адлер повторил эту роль в одноимённом кинофильме. Свою последнюю роль на Бродвее Адлер сыграл в 1965 году в спектакле по рассказам Шолома-Алейхема «Скрипач на крыше», заменив Зиро Мостела в роли Тевье-молочника. Как отмечает Сэксон, это «был первый опыт работы Адлера в мюзикле. Не приспособленный к роли с пением, он покинул постановку после нескольких месяцев, однако отправился со спектаклем в общенациональный гастрольный тур год спустя».

## Карьера на телевидении в 1951-74 годах
После дебюта на телевидении в программах «Телевизионный театр Сомерсета Моэма» (1951, 1 эпизод) и «Романтический театр Фейт Болдвин» (1951, 1 эпизод), Адлер сыграл в таких телесериалах, как «Час „Ю. С. Стил“» (1954-56, 2 эпизода), «Обнажённый город» (1960-62, 2 эпизода), «Театр Десилу „Вестингауза“» (1960, 1 эпизод), «Неприкасаемые» (1960-62, 3 эпизода) и «Сумеречная зона» (1960, 1 эпизод) . Он также сыграл в телесериалах «Цель: коррупционеры» (1961-62, 2 эпизода), «Бен Кейси» (1961-63, 2 эпизода), «Шоссе 66» (1962, 1 эпизод) и «Сансет-Стрип, 77» (1963, 1 эпизод). В 1970-е годы Адлер появился в качестве гостевой звезды в сериалах «Миссия невыполнима» (1970, 1 эпизод), «Наименование игры» (1970, 1 эпизод), «Отдел 5-О» (1972-74, 4 эпизода) и «Улицы Сан-Франциско» (1974, 1 эпизод). Он также играл постоянную роль доктора Бернарда Альтмана в пяти эпизодах телесериала «Психиатр» (1971-72).

## Кинокарьера в 1960-80-е годы
Как написала Хэннсберри, в 1966 году Адлер вернулся в кино с драмой «Откинь гигантскую тень» (1966), «чрезмерно раздутой историей героя Второй мировой войны, полковника Дэвида „Микки“ Маркуса» в период создания государства Израиль в 1947 году, в которой сыграли также такие звёзды Голливуда, как Кирк Дуглас, Джон Уэйн и Фрэнк Синатра. Два года спустя Адлер сыграл в драме «Братство» (1968), «картине о мафии, которая провалилась в прокате, несмотря на отличную игру Адлера, Кирка Дугласа и Алекса Корда».
Когда ему было уже за 70, Адлер продолжал играть в кино ещё на протяжении десятилетия. Лучшими его фильмами этого периода, по мнению Хэннсберри, были «Сёрфер Мёрф» (1974), необычная криминальная драма с участием Роберта Конрада, и драма «Человек в стеклянной будке» (1975).
Менее успешными были биографическая драма «Безумный Джо» (1974) о мафиозном гангстере Джо Галло, а также драма «Путешествие проклятых» (1976) о попытке более 800 немецких евреев покинуть нацистскую Германию на лайнере «Сент-Луис» в 1939 году, знаменательный прежде всего многочисленными звёздами в небольших ролях, среди них Орсон Уэллс, Джеймс Мейсон, Джули Харрис и Хосе Феррер. Последним появлением Адлера на большом экране был хорошо принятый фильм «Без злого умысла» (1981), драматический триллер, в котором Адлер сыграл дядю главного героя (Пол Ньюман), бывшего мафиози, которого пытаются обвинить в убийстве.

## Актёрское амплуа и анализ творчества
Адлер был потомственным актёром широкого профиля, на протяжении семи десятилетий он играл как в театре на языке идиш, так и в англоязычном театре, в кино и на телевидении, показав себя, по выражению Хэннсберри, «как один самых уважаемых характерных актёров своего времени».
На протяжении 1930-х годов, как пишет Сэксон, он «стал крепкой бродвейской звездой, играя в театре Group в спектаклях по пьесам Клиффорда Одетса», где его самой признанной работой стала роль в хитовом спектакле «Золотой мальчик».
Появившись в Голливуде в 1940-е годы, Адлер продолжал работать в кино в течение четырёх десятилетий, сыграв за это время более чем в двух десятках фильмов. Как отмечено в биографии Адлера на сайте AllMovie, актёр «сыграл немало сильных и заслуживающих внимания характерных ролей», часто в криминальных драмах и в фильмах нуар, как правило, исполняя роли отрицательных персонажей. Среди его наиболее значимых киноработ — фильмы нуар «Загнанный в угол» (1945), «Дом незнакомцев» (1949), «Распрощайся с завтрашним днём» (1950), «Мёртв по прибытии» (1950) и «М» (1951), а также драмы «Лис пустыни» (1951), «Последний разъярённый человек» (1959) и «Путешествие проклятых» (1976).

## Личная жизнь
В 1938-47 годах Адлер был женат на актрисе Сильвии Сидни. После развода с Сидни Адлер женился повторно на Джулии Роч, в браке с которой у него родился единственный сын Джейкоб.

## Смерть
Лютер Адлер умер в своём доме в Катцтауне, Пенсильвания, 8 декабря 1984 года в возрасте 81 года после продолжительной болезни .

## Фильмография
- 1937 — Шпион с моноклем / Lancer Spy — Шратт
- 1945 — Загнанный в угол / Cornered — Марсель Жарнак
- 1948 — Сайгон / Saigon — лейтенант Кеон
- 1948 — Любовь Кармен / The Loves of Carmen — Данкейр
- 1948 — Найти «Красную ведьму» / Wake of the Red Witch — Мэйрант Рюйдаал Сиднай
- 1949 — Дом незнакомцев / House of Strangers — Джо Монетти
- 1950 — Мой старик / Under My Skin — Луис Борк
- 1950 — Мёртв по прибытии / D.O.A. — Маджак
- 1950 — Распрощайся с завтрашним днем / Kiss Tomorrow Goodbye — Кит «Чероки» Мэндон
- 1950 — Грешник южных морей / South Sea Sinner — Конак
- 1951 — Волшебное лицо / The Magic Face — Адольф Гитлер
- 1951 — Лис пустыни / The Desert Fox: The Story of Rommel — Адольф Гитлер
- 1951 — М / M — Дэн Лэнгли
- 1951 — Телевизионный театр Сомерсета Моэма / Somerset Maugham TV Theatre (телесериал, 1 эпизод)
- 1951 — Романтический театр Фейт Болдвин / The Faith Baldwin Romance Theater (телесериал, 1 эпизод)
- 1952 — Бандитская империя / Hoodlum Empire — Ник Манкани
- 1953 — Высокий техасец / The Tall Texan — Джошуа «Джош» Тиннен
- 1954 — Центральная сцена / Center Stage (телесериал, 1 эпизод)
- 1954 — История в Майами / The Miami Story — Тони Брилл
- 1954 — Час телевизионного театра «Моторола» / The Motorola Television Hour (телесериал, 1 эпизод)
- 1954-55 — Театр «Дженерал Электрик» / General Electric Theater (телесериал, 2 эпизода)
- 1954-56 — Первая студия / Studio One (телесериал, 2 эпизода)
- 1954-56 — Час «Юнайтед Стейтс Стил» / The United States Steel Hour (телесериал, 2 эпизода)
- 1955 — Побег / Crashout — Пит Мендоза
- 1955 — Девушка в розовом платье / The Girl in the Red Velvet Swing — Дельфин Дельмас
- 1955 — Перекрёстки / Crossroads (телесериал, 1 эпизод)
- 1955 — Телевизионный театр «Крафт» / Kraft Television Theater (телесериал, 1 эпизод)
- 1955 — Роберт Монтгомери представляет / Robert Montgomery Presents (телесериал, 1 эпизод)
- 1956 — Звёздная сцена / Star Stage (телесериал, 1 эпизод)
- 1956 — Горячая кровь / Hot Blood — Марко Торино
- 1958 — Светильник к моим ногам / Lamp Unto My Feet (телесериал, 1 эпизод)
- 1958-59 — Театр 90 / Playhouse 90 (телесериал, 3 эпизода)
- 1959 — Пьеса недели / Play of the Week (телесериал, 1 эпизод)
- 1959 — Последний разгневанный человек / The Last Angry Man — доктор Макс Фогель
- 1960 — Театр Десилу «Вестингауз» / Westinghouse Desilu Playhouse (телесериал, 1 эпизод)
- 1960 — Сумеречная зона / The Twilight Zone (телесериал, 1 эпизод)
- 1960-62 — Обнаженный город / Naked City (телесериал, 4 эпизода)
- 1960-62 — Неприкасаемые / The Untouchables (телесериал, 3 эпизода)
- 1961 — Островитяне / The Islanders (телесериал, 1 эпизод)
- 1961 — Шоу месяца «Дюпон» / The DuPont Show of the Month (телесериал, 1 эпизод)
- 1961 — Фестиваль / Festival (телесериал, 1 эпизод)
- 1961 — Прямой путь / Straightaway (телесериал, 1 эпизод)
- 1961-62 — Цель: Коррупционеры / Target: The Corruptors (телесериал, 2 эпизода)
- 1961-63 — Бен Кэйси / Ben Casey (телесериал, 2 эпизода)
- 1962 — Шоссе 66 / Route 66 (телесериал, 1 эпизод)
- 1963 — Сансет-Стрип, 77 / 77 Sunset Strip (телесериал, 1 эпизод)
- 1966 — Отбрасывать гигантскую тень / Cast a Giant Shadow — Джейкоб Зион
- 1966 — Три сестры / The Three Sisters — Чебутыкин
- 1968 — Солнечный патриот / The Sunshine Patriot — Имре Хайнек (телефильм)
- 1968 — Братство / The Brotherhood — Доминик Бертоло
- 1970 — Миссия невыполнима / Mission: Impossible (телесериал, 1 эпизод)
- 1970 — Наименование игры / The Name of the Game (телесериал, 1 эпизод)
- 1970-71 — Психиатр / The Psychiatrist (телесериал, 5 эпизодов)
- 1972-74 — Отдел 5-O / Hawaii Five-O (телесериал, 4 эпизода)
- 1973 — Поиск / Search (телесериал, 1 эпизод)
- 1973 — Хек Рэмси / Hec Ramsey (телесериал, 1 эпизод)
- 1973 — Челси Ди Эйч О / Chelsea D.H.O. — доктор Левин (телефильм)
- 1974 — Безумный Джо / Crazy Joe — Фалко
- 1974 — Рай / Paradise (телефильм)
- 1974 — Улицы Сан Франциско / The Streets of San Francisco (телесериал, 1 эпизод)
- 1975 — Человек в стеклянной будке / The Man in the Glass Booth — председатель суда
- 1975 — Сёрфер Мёрф / Murph the Surf — Макс «Глаз»
- 1976 — Путешествие проклятых / Voyage of the Damned — профессор Вайлер
- 1976 — Злой Джонни Бэрроуз / Mean Johnny Barrows — Дон Раккони
- 1981 — Без злого умысла / Absence of Malice — Малдрон